# Farid Latreche
Pour les articles homonymes, voir Latreche.
Farid Latreche (en arabe : فريد لطرش), né en 1961 à Constantine, est un judoka et médecin algérien.

## Carrière
Farid Latreche participe aux Championnats du monde de judo 1981 à Maastricht ; éliminé par le Britannique Neil Adams en quarts de finale, il perd en repêchages contre le Mongol Ravdangiin Davaadalai.
Il est médaillé d'or dans la catégorie des moins de 78 kg et médaillé d'argent par équipes aux Championnats d'Afrique de judo 1983 à Dakar.
Médecin de formation avec un doctorat à l'université Mentouri de Constantine en 1988, il est depuis médecin urgentiste au secteur santitaire de Constantine. Il lie aussi son travail au judo, étant de février 2009 à mars 2013 membre du bureau fédéral de la Fédération algérienne de judo (FAJ) chargé de la commission médicale,  puis médecin fédéral de la FAJ. Il a également été directeur des techniques sanitaires de la clinique Mentouri de Constantine de 2009 à 2013.